# Trogodes congoensis
Trogodes congoensis är en skalbaggsart som beskrevs av Rojkoff 2011. Trogodes congoensis ingår i släktet Trogodes och familjen Cetoniidae. Inga underarter finns listade i Catalogue of Life.